# Herschel Gluck
Herschel Gluck OBE (* 1959) ist ein britischer orthodoxer Rabbiner.

## Leben
Er ist stellvertretender Vorsitzender des Arab-Jewish Forum sowie Gründer und Vorsitzender des im Jahre 2000 ins Leben gerufenen Muslim-Jewish Forum.
Auch in anderen Ländern und Regionen war und ist er als Vermittler gegensätzlicher Positionen tätig, so über die Next Century Foundation in verschiedenen Konflikten im Sudan und im früheren Jugoslawien.
Über WikiLeaks wurde bekannt, dass er von Israel kontaktiert wurde, um im Iran für die Freilassung Gilad Schalits tätig zu werden.
Königin Elisabeth zeichnete ihn zum Jahresbeginn 2013 mit dem Order of the British Empire aus, in Würdigung seiner Verdienste um die interreligiöse Verständigung.
In früheren Jahren war Herschel Gluck lange Zeit als Rabbiner für den deutschen Bundesverband Jüdischer Studenten tätig, sein Vater half vielen jüdischen Gemeinden in Deutschland bei ihrer Aufbauarbeit nach 1945. Auch Herschel Gluck selbst half vielen deutschen Gemeinden bei der Aufbauarbeit sowie vielen Einzelpersonen in Deutschland bei persönlichen Problemen und Notlagen.

## Dokumentarfilm
Gluck wurde für den Dokumentarfilm The Root of All Evil? von Richard Dawkins interviewt. Auf dem Bonusmaterial der DVD ist das Interview komplett vorhanden.